# Richard Mique
 (mars 2011).
Si vous disposez d'ouvrages ou d'articles de référence ou si vous connaissez des sites web de qualité traitant du thème abordé ici, merci de compléter l'article en donnant les références utiles à sa vérifiabilité et en les liant à la section « Notes et références ».
Richard Mique, devenu seigneur d'Heillecourt, est un architecte français d'origine lorraine, né à Nancy le 18 septembre 1728 et mort guillotiné à Paris le 9 juillet 1794.
Né d'un second mariage de Simon Mique avec Barbe Michel, son père était architecte-entrepreneur de Lunéville, et son grand-père Pierre Mique, également architecte, avait été l'un des constructeurs de la primatiale de Nancy.

## Biographie

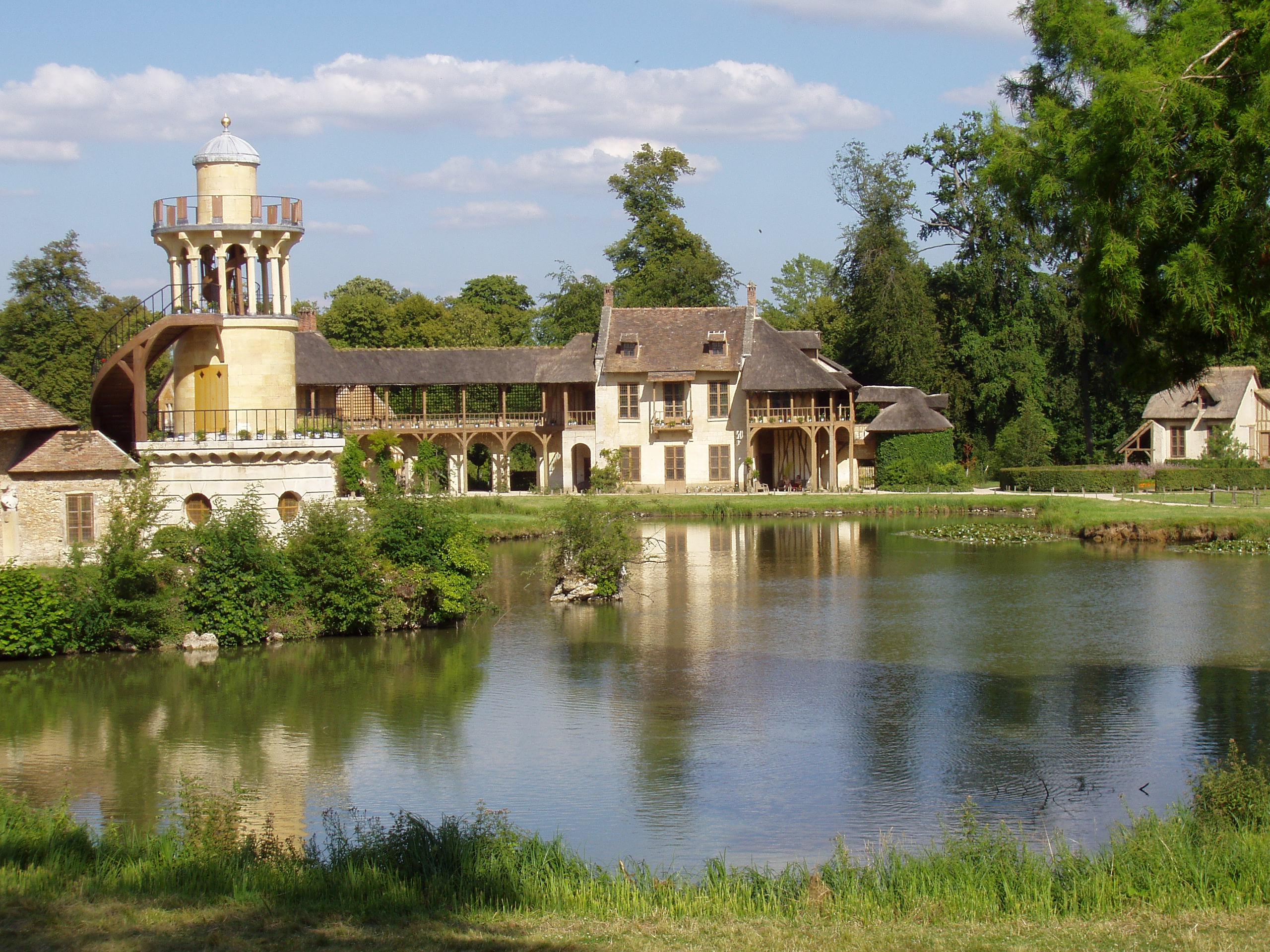
Le hameau de la Reine à Versailles.

Richard Mique fut, le lendemain de sa naissance, baptisé à l'église paroissiale Saint-Sébastien de Nancy.
Après une formation à Strasbourg en 1740 où il apprend le métier d'architecte auprès de Jacques Étienne Barbier, ingénieur, il peut marcher dans les pas de son père et de son grand-père, devenant comme son cousin Claude Mique architecte en Lorraine, au service du roi Stanislas en 1763, duc de Lorraine et père de la reine de France Marie Leszczyńska. Il participe ainsi à l'embellissement de Nancy et de Lunéville où il répand l'imitation du style antique, influencé comme tous les architectes néo-classiques par les œuvres de la Renaissance italienne et notamment le style d'Andrea Palladio. La mort du roi Stanislas arrête un temps cette carrière, Ange-Jacques Gabriel, premier architecte du Roi Louis XV, se montrant jaloux de son influence à la cour de France.
C'est pourtant à Mique que la reine Marie Leszczynska, soutenue par le clan polonais réuni à Versailles autour d'elle, commande la construction d'un important couvent à Versailles. Inauguré par le roi lui-même, le couvent de la Reine (devenu le lycée Hoche) fait remarquer l'architecte.
La reine Marie-Antoinette se l'attache ensuite et lui confie plusieurs commandes. Mique succède alors à Ange-Jacques Gabriel comme Premier architecte du roi Louis XVI et directeur de l'Académie royale d'architecture, et devient ainsi le principal maître d'œuvre des travaux du château de Versailles à la fin du XVIIIe siècle.
Il est arrêté avec son fils, comme prévenus de conspiration pour sauver la reine, et tous deux sont traduits devant le Tribunal révolutionnaire. Ils sont condamnés à mort le 7 juillet 1794, guillotinés le surlendemain sur la place du Trône-Renversé (maintenant place de la Nation) puis enterrés au cimetière de Picpus.

## La faïencerie de Saint-Clément

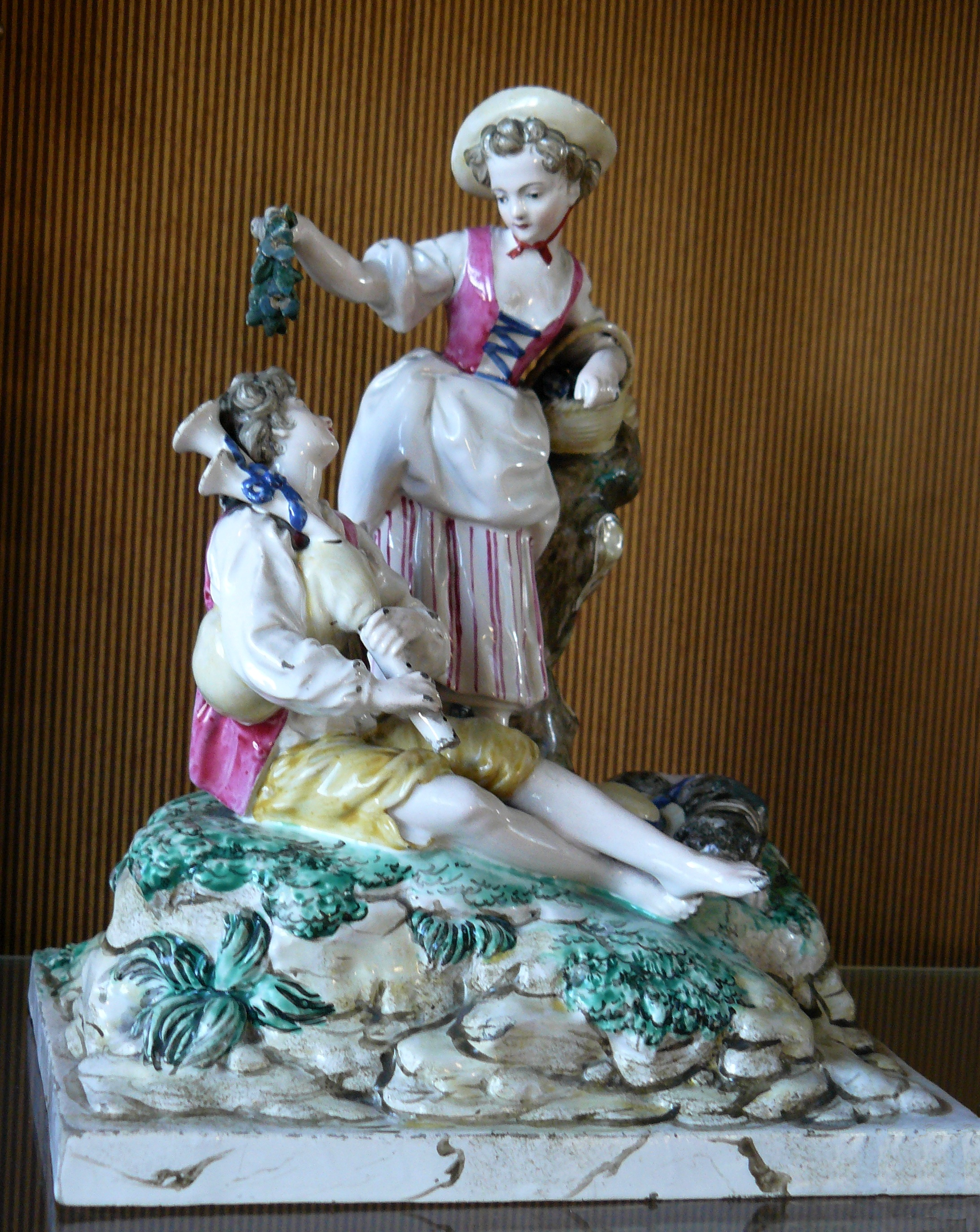
Femme couronnant un musicien (vers 1770-1780), terre de Lorraine à émail stannifère, Sèvres, musée national de Céramique.

Parallèlement à son activité d'architecte, en 1763, il prend des parts dans la faïencerie de Saint-Clément qu'il contrôlera effectivement à partir de 1772.
Il lui imprime un nouveau style, plus moderne qu'on appellera par la suite « Louis XVI », avec notamment des médaillons en camée entourés de guirlandes en forme d'œufs. Richard Mique obtient également le privilège rare de décorer ses pièces avec de l'or.

## Œuvres architecturales
- 1761 : porte Sainte-Catherine et porte Stanislas à Nancy.
- 1765 : il établit les plans de la caserne Sainte-Catherine à Nancy.
- 1766 : le couvent de la Reine à Versailles (1766-1772).
- Les fabriques du Petit Trianon au château de Versailles :
  - 1778-1779 : le théâtre de la reine Marie-Antoinette à Versailles ;
  - 1778-1781 : le pavillon du Rocher ou belvédère dans le jardin anglais du Petit Trianon à Versailles ;
  - 1778 : le temple de l'Amour dans le jardin anglais du Petit Trianon à Versailles[6].
- 1780 : hôtel de l'Intendance à Versailles.
- 1782 : consolidation d'une tour de la cathédrale Sainte-Croix d'Orléans (1782-1787).
- 1783-1787 : tous les bâtiments (pont inclus) du hameau de la Reine, dans les jardins du château de Versailles.
- 1784 : chapelle du Carmel de Saint-Denis, devenu musée d'Art et d'Histoire.
- 1785 : Marie-Antoinette lui demande quelques modifications au château de Saint-Cloud qui avait appartenu au duc d'Orléans.
- 1788 : hospice et chapelle de Saint-Cloud (seule la chapelle subsiste aujourd'hui) sur ordre de Marie-Antoinette.

On lui attribue aussi d'autres réfections telles que celles des églises[Lesquelles ?] de Saint-Cloud, Fontainebleau, ainsi qu'une porte d'entrée de la ville de Nancy, l'école forestière de Metz, etc.

Réalisations de Richard Mique
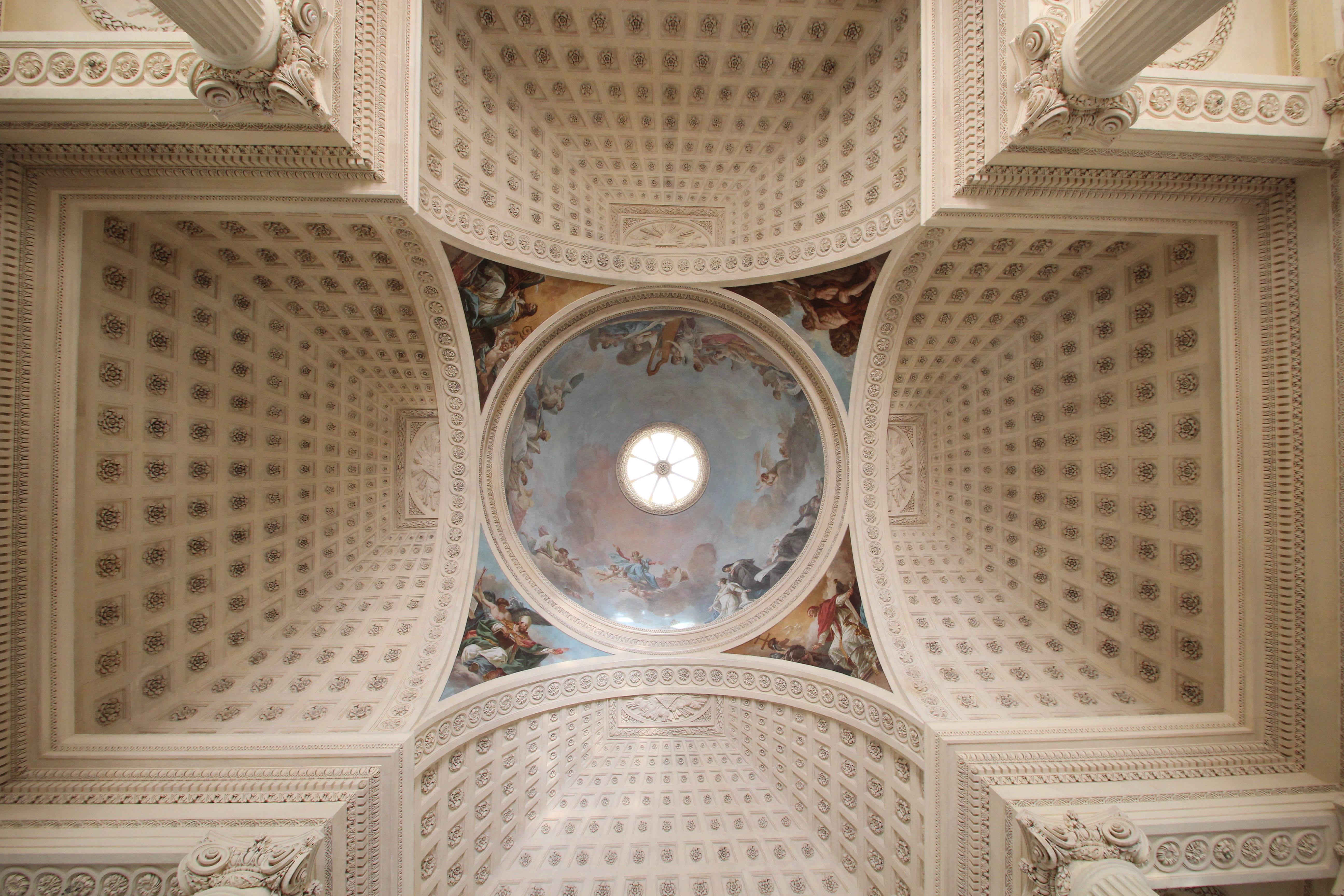
Voûte de la chapelle du couvent de la Reine, Versailles.
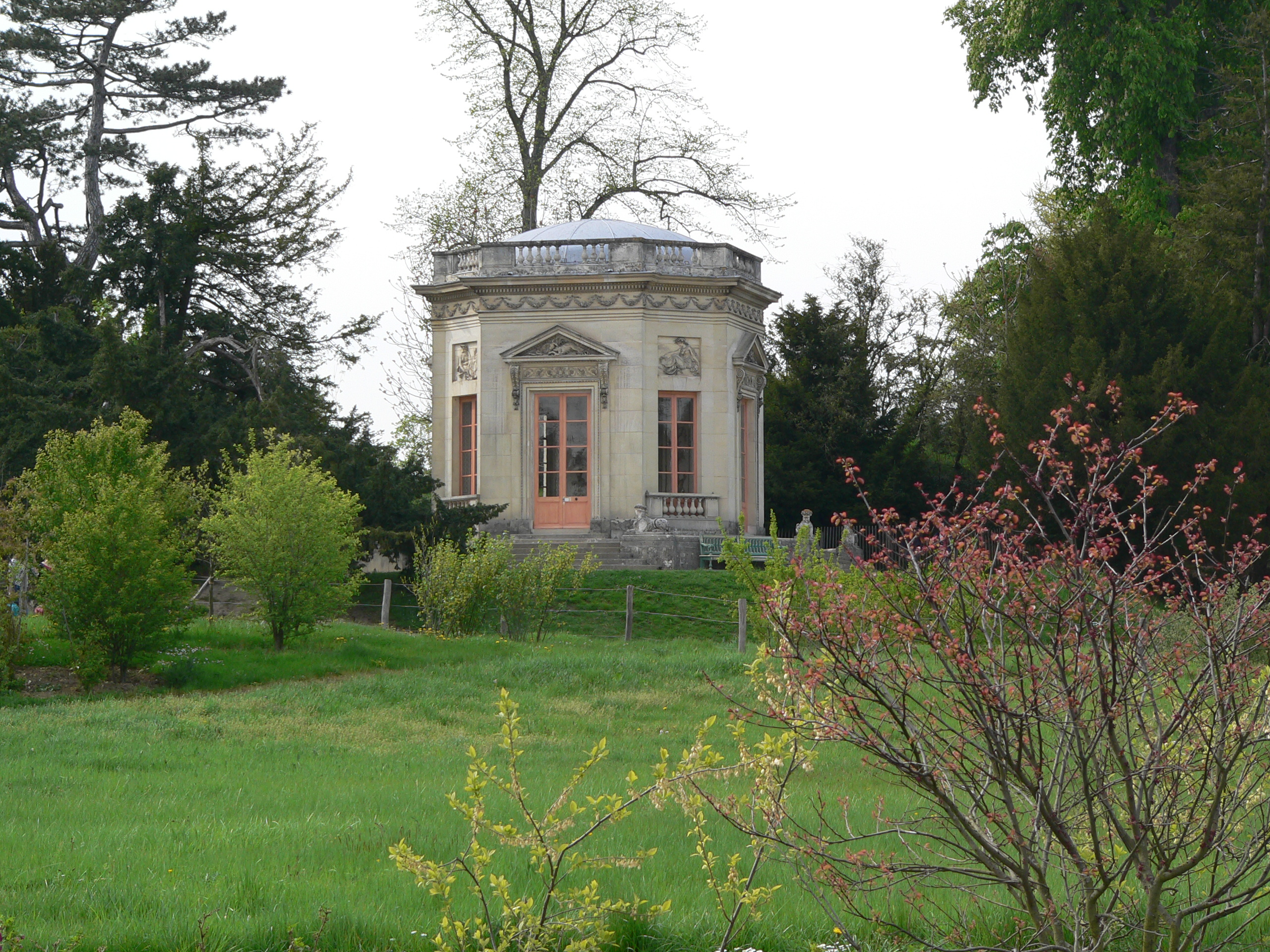
Belvédère du Petit Trianon, Versailles.
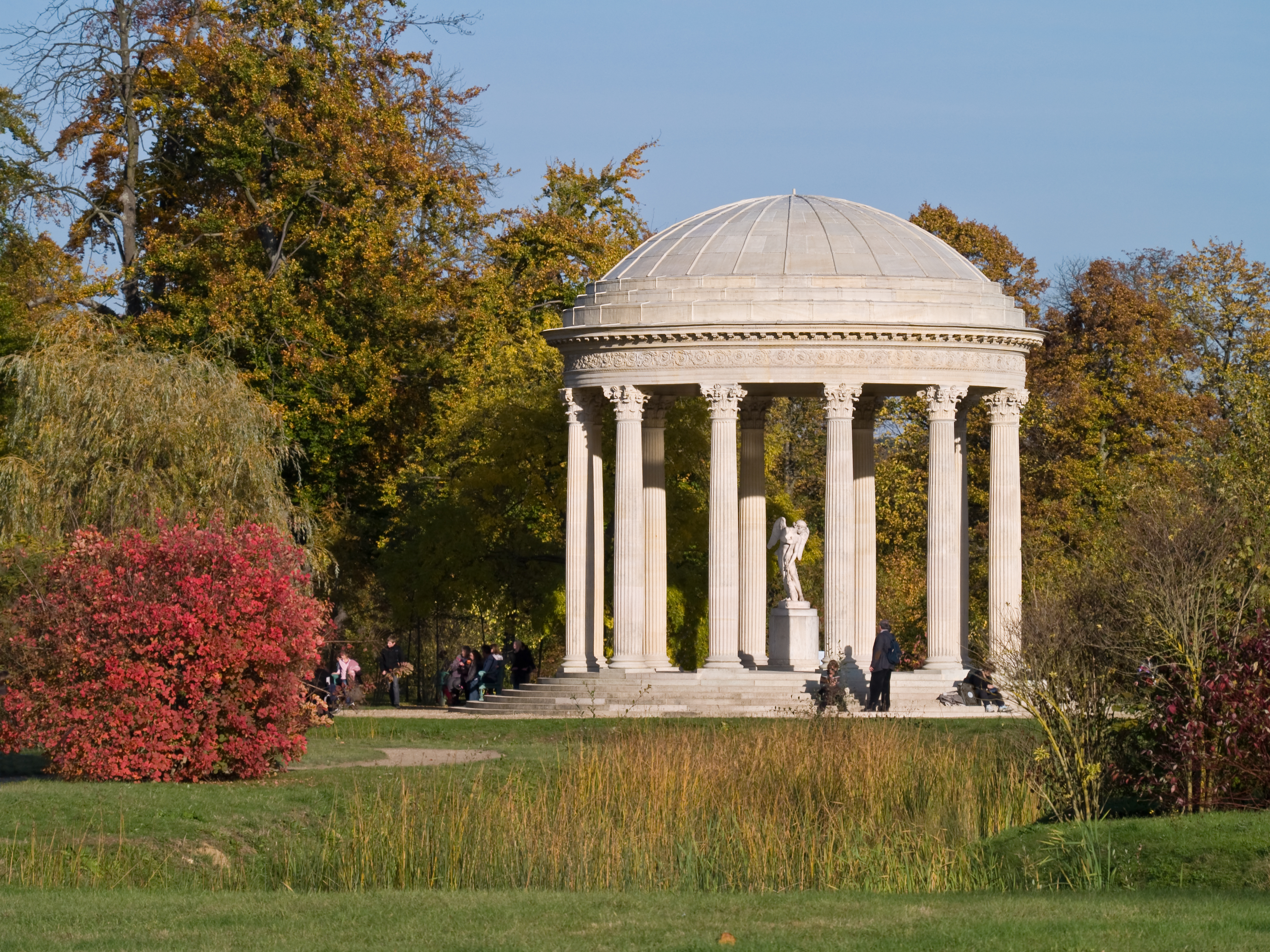
Le Temple de l'Amour dans le jardin anglais du Petit Trianon, Versailles.
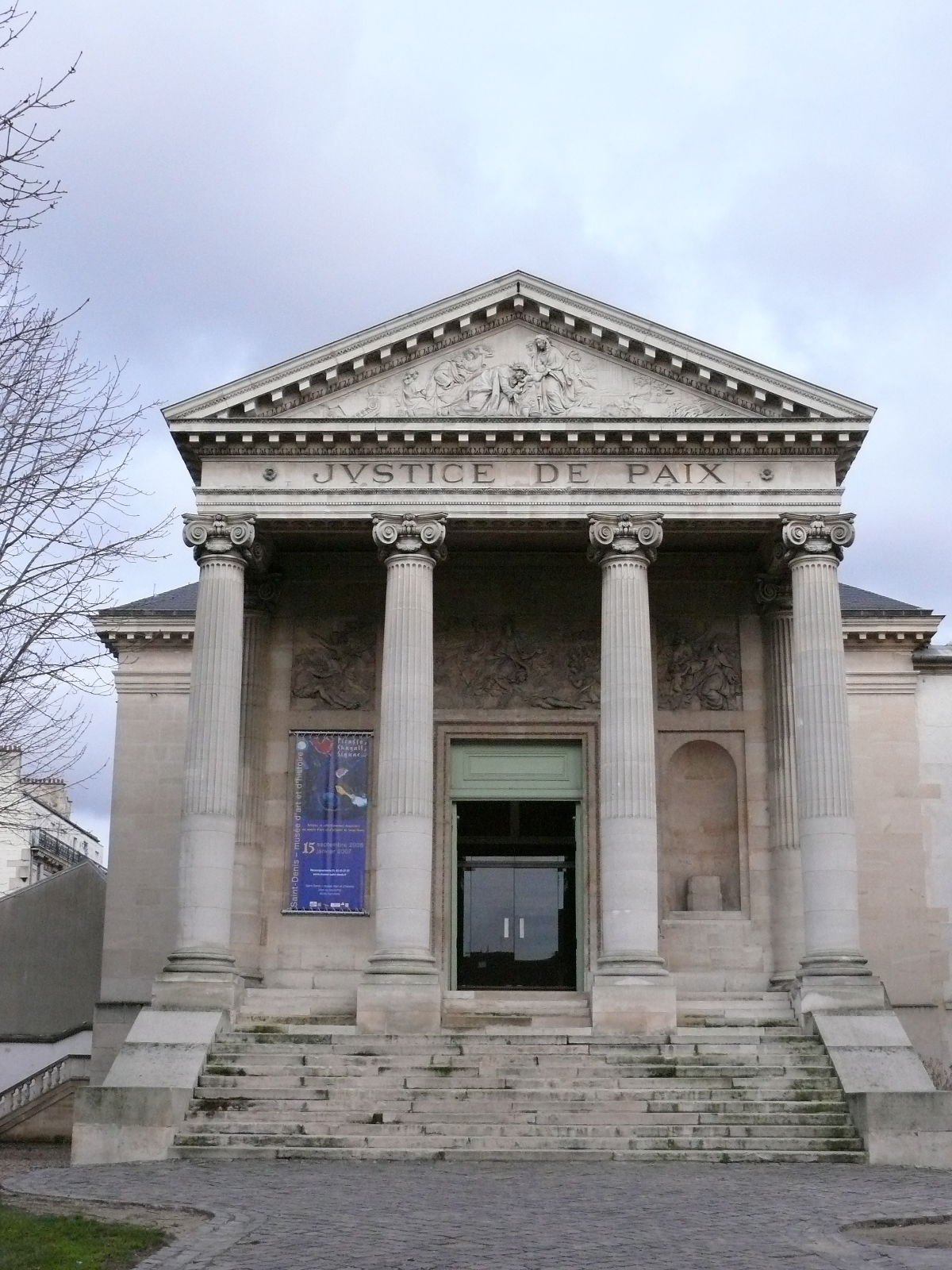
La chapelle du Carmel de Saint-Denis.

## Famille
- Nicolas Mieg (Pont-à-Mousson, 1602-Tonnoy, 1687), receveur de la terre de Tonnoy,
  - Pierre Mieg (Tonnoy, 1642-Landonvillers, 1695), propriétaire foncier et cultivateur,
    - Renaud Mique (1680-Nancy, 1732), architecte et entrepreneur, marié en 1711 avec Marie Basset
      - Claude Nicolas Mique (Nancy, 1714-Nancy, 1796), dit la Douceur, architecte du roi de Pologne, inspecteur des bâtiments de la ville de Nancy, marié avec Jeanne Tannier. Il a construit la salle de comédie et de concert dans l'ancienne salle de l'Opéra de Nancy en 1749. Il a conduit les travaux de l'intendance en 1762. En 1763, il a inventé une machine à poser des tuyaux au fond de la Meurthe pour amener de l'eau douce à Nancy. Il a fait le bâtiment des halles en 1769. Il a fait les travaux de construction de la base du mausolée du roi de Pologne dans l'église de Bonsecours en 1776. Il a fait un plan de Nancy en 1778. Il a obtenu le droit de sépulture pour lui et sa famille dans l'église des Prémontrés qu'il a construite. Il a fait le plan de l'ordonnancement des maisons à construire sur la place Stanislas.
        - Louis-Joseph Mique (Pont-Saint-Vincent, 1752-Nancy, 1822), architecte de la ville de Nancy.
        - Joseph Mique (Nancy, 1757-Charmes, 1816)[7], avocat et maire de Nancy, du 11 février 1814 au 29 avril 1814, préfet de la Meurthe du 2 mai 1814 au 23 mars 1815, mort accidentellement à Charmes l'année suivante.

    - Simon Mique (Retonfey, 1684-Lunéville, 1761), architecte et entrepreneur des bâtiments du roi Stanislas, marié en premières noces, en 1712, avec Françoise Royal (1694-1727), marié en secondes noces, en 1727, avec Barbe Michel (1700-1761),
      - Richard Mique, seigneur d'Heillecourt (1728-1794), ingénieur en chef des ponts et chaussées de Lorraine et Barrois et 1762, architecte de Marie-Antoinette, marié à Marie Catherine Hurtevin (1735-1803). Il est englobé dans la Conspiration des prisons et guillotiné avec son fils le 7 juillet 1794,
        - Simon Mique d'Heillecourt, né en 1755, avocat au parlement de Paris en 1776, mort guillotiné avec son père, le 7 juillet 1794,
        - Catherine Mique (1757-1818), mariée vers 1778 avec Jean Jacques Joseph d'Hame (1745-1810),
          - Gabrielle d'Hame (1781- ?) mariée avec Charles Guillaume Thérémin
            - Charles-Louis Thérémin d'Hame[8] (1806-1870) général de brigade, commandeur de la Légion d'honneur[9],

        - Marguerite Mique (1758-1800), mariée le 12 septembre 1785 avec Nicolas Marie Bernard Perruchot de Longeville (1756-1794), fermier général, directeur général des Fermes, guillotiné la même année que son beau-père,
          - Adélaïde Perruchot de Longeville (1786-1851),
          - Désiré Perruchot de Longeville (1790-1835),
          - Eugène Perruchot (1792- ?) marié avec Anne Dauphin

        - François Eustache Mique de Blémont (1764-1792).